# Exsula albomaculata
Exsula albomaculata là một loài bướm đêm trong họ Noctuidae.